# Maria Vittoria Cassana
Pour les articles homonymes, voir Cassana.
Maria Vittoria Cassana (Venise, ? - 1711) est une peintre italienne du XVIIe siècle.

## Biographie
Maria Vittoria Cassana était la fille de Giovanni Francesco Cassana.
Elle était spécialisée dans la peinture de petits tableaux à thèmes religieux pour les collections privées.
Ses frères Nicolo et Giovanni Agostino ont également été peintres.